# Burgleiten
Die Anlage auf der Burgleiten, auch Buchleiten oder Siebenberg genannt, ist eine abgegangene Höhenburg bei Rappottenstein in Niederösterreich.
Der namentlich nicht bekannte Burgstall, der möglicherweise später nur ein Vorposten mit einem Wachturm war, befand sich zwischen Wiesensfeld und Lembach und besteht heute nurmehr aus einigen aufragenden Mauern. Vermutet wird, dass die Anlage auch im Dreißigjährigen Krieg benutzt wurde und von dem Schweden, die auch die Burg Arbesbach zerstörten, schwer in Mitleidenschaft gezogen wurde.
Die Anlage ist historisch kaum fassbar. Einzig im Jahr 1389 wird eine „vest ze Chirichpach, gelegen pey Zwetl“ erwähnt, was auf die ehemalige Burg zutreffen könnte. Die Ausführung der südlichen Mauer mit quaderförmigen Granitblöcken weist auf eine Errichtung am Ende des 12. und des beginnenden 13. Jahrhunderts hin. Der östliche Bering mit seinen mittelgroßen, teilbearbeiteten, durchaus lagig versetzten Granitbruchsteinen deutet hingegen auf die Zeit um oder nach 1200 hin. Die wenigen Oberflächenfunde werden dahingehend interpretiert, dass die Burg bereits im 13. Jahrhundert aufgegeben worden sein dürfte.
Weiters befindet nordwestlich der Kernburg ein verschütteter Schacht, der als Zisterne gedeutet wird, neben dem die Buchstabenfolge „J.H.A.H.V.E.F.V.E.1684“ eingemeißelt wurde. Die Flurnamen im Nordosten weisen auf aufgegebene Ackerfluren hin.